# Ceremonia de apertura de los Juegos Olímpicos de París 2024
La ceremonia de apertura de los Juegos Olímpicos de París 2024 tuvo lugar el 26 de julio de 2024 en París, desde las 19:30 hora local (17:30 UTC). Según lo dispuesto en la Carta Olímpica, las actuaciones incluyen un programa artístico que mostrará la cultura del país y la ciudad anfitriones, el desfile de atletas y el encendido del pebetero olímpico. Los Juegos fueron inaugurados formalmente por el presidente de Francia, Emmanuel Macron.
Como novedad de esta edición para unos Juegos Olímpicos de Verano, la ceremonia tuvo lugar por primera vez fuera de un estadio. Comenzó en el puente de Austerlitz y recorrió el Río Sena de este a oeste hasta llegar al Jardín del Trocadero, finalizando ahí.

## Preparativos
Se esperaba que la planificación finalizara a finales de 2023. Antes del evento principal se realizarían algunos ensayos sin público en lugares variados y otros en el sitio del evento, considerados como "aperitivos" por Thierry Reboul, Director Ejecutivo de marca, creatividad y participación de los Juegos. La primera toma de cámara se realizó en septiembre de 2023 y se esperaba que 130 cámaras proporcionasen la cobertura del evento. El evento se retransmitió en 80 pantallas gigantes a lo largo de la ruta del Sena. Organizada por el actor y director de teatro Thomas Jolly, fue la primera ceremonia de inauguración que se celebró fuera de un estadio olímpico. La visión coreográfica fue creada por Maud Le Pladec.
Originalmente se esperaba que los asistentes fueran más de 500.000 (sin pagar) y 100.000 espectadores adicionales pagando en los muelles inferiores del río, sumando un total de 600.000. Las cifras supusieron una tasa de ocupación de 3 personas por metro cuadrado. Sin embargo, tras una sugerencia en mayo de 2023 de Amélie Oudéa-Castéra, ministra francesa de Deportes y Juegos Olímpicos y Paralímpicos, de que se limitara a entre 300.000 y 400.000 de forma gratuita, y tras preocupaciones adicionales de seguridad y transporte, la cifra se redujo a un máximo de 300.000 a finales de noviembre de 2023. A finales de diciembre de 2023 se propuso una nueva reducción, ya que los servicios de seguridad habrían preferido la ceremonia en un estadio para facilitar la implementación de las medidas de seguridad. Las gradas se extenderían desde la Biblioteca François-Mitterrand hasta la Torre Eiffel.

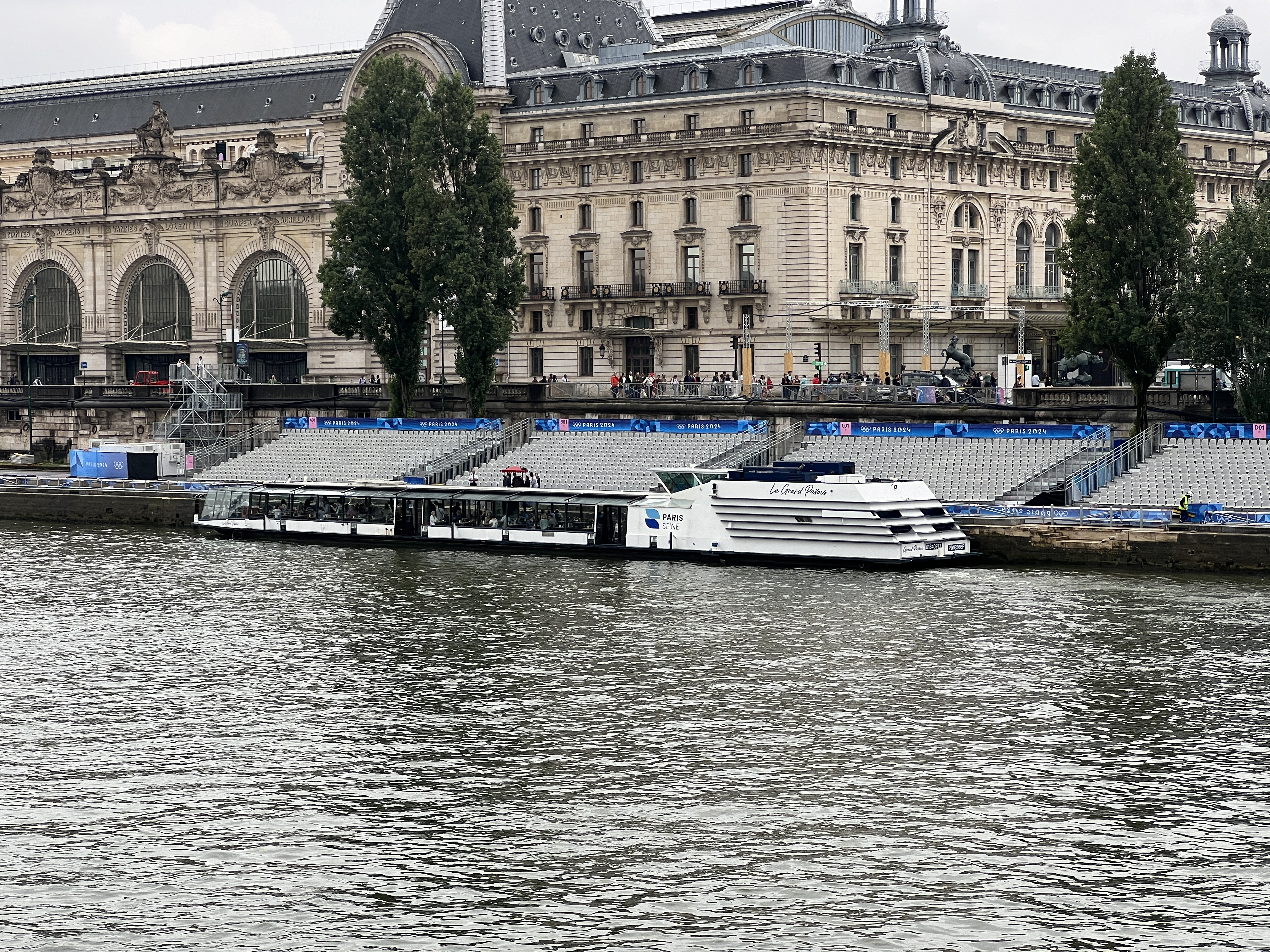
Gradas situadas a las orillas del río Sena

El público se alineó a orillas del Sena, tomando asiento a lo largo de los 6 km en los muelles superior e inferior, así como de los ríos que se encuentran a cada lado. El equipo organizador contó en total con entre 6.000 y 8.000 personas, incluida la seguridad en los días previos a la ceremonia. La ceremonia en sí contó con 2.000 bailarines. Todo el personal involucrado en agua, aire y tierra ascendió a 45.000, con una media de 3.750 personas por 1 kilómetro cuadrado (0,4 mi²). Esta cifra no incluye los aproximadamente 2.000 agentes necesarios para monitorizar las tiendas de campaña situadas en la entrada de los poseedores de boletos pagados y las fuerzas del orden ubicadas en los muelles elevados durante todo el recorrido. El elenco y los deportistas recorrieron el río desde el Puente de Austerlitz hasta el Puente de Iena, frente a la Torre Eiffel y los Jardines del Trocadero, donde tuvo lugar el evento principal.
En mayo de 2023, las entradas para el evento salieron a la venta mediante sorteo por primera vez, con precios que oscilaban entre €90 (£80/$99) y €2700 (£2390/$2960), siendo estas últimas las más caras que hayan salido nunca a la venta para unos Juegos.
En 2023, se hicieron planes para retirar los puestos de libros junto al río durante la ceremonia de apertura y, como práctica, en noviembre de 2023, se desmantelaron varios puestos de libros. Sin embargo, en febrero de 2024, el presidente Macron descartó el plan de retirar los pequeños quioscos de los libreros.

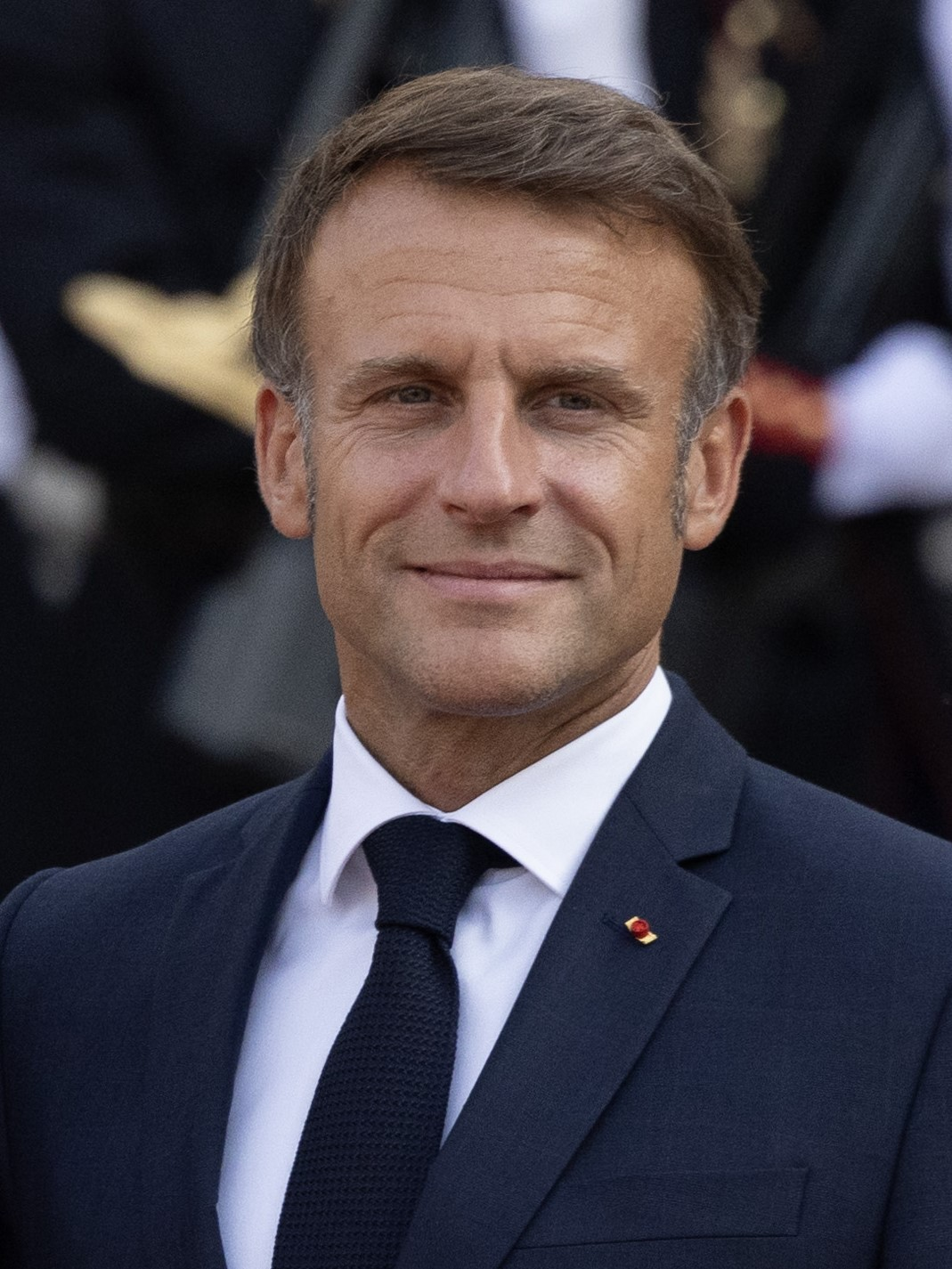
Emmanuel Macron fue el encargado de inaugurar oficialmente los juegos de París 2024

En octubre de 2023, tras las preocupaciones de seguridad causadas por la invasión rusa de Ucrania, la guerra entre Israel y Hamás de 2023 y el apuñalamiento de la escuela de Arras, tanto el gobierno francés como el Comité Organizador de París para los Juegos Olímpicos y Paralímpicos de 2024 (COJOP2024) declararon que no había planes oficiales para cambiar el sitio de la inauguración, indicando que "el Plan A tiene en cuenta todas las amenazas". Oudéa-Castréa afirmó a BFM TV que estaban prestando atención al contexto y que el gobierno había estado trabajando en "ajustar variables", deseando mantener el formato original. En diciembre de 2023, el presidente Macron afirmó que había múltiples escenarios para la ceremonia, en caso de que un evento mayor de seguridad obligara a abandonar el Sena. Ante esto, COJOP2024 afirmó que tenían "planes de contingencia para todos los escenarios de riesgo identificados: olas de calor, ciberataques, y la ceremonia no es una excepción".
Inicialmente se esperaba que las más de 200 delegaciones se repartieran entre 160 barcos y barcazas, de los cuales alrededor de 50 participaron en un ensayo reducido realizado en julio de 2023, transportando delegaciones de atletas, equipos de televisión y servicios de emergencia. En abril de 2013, 116 naves de 42 compañías se habían comprometido a participar, con el 98% de todos los barcos provenientes de la propia París y el resto de compañías regionales de navegación, como el patrocinador local Highfield Boats.
En febrero de 2024 se anunció que el número de espectadores que asistirían a la ceremonia inaugural se reduciría de los 600.000 espectadores propuestos a unos 300.000. Hubo 100.000 entradas pagadas para la Ceremonia y alrededor de 200.000 entradas gratuitas. El mes siguiente se declaró una cantidad exacta de 326.000 billetes, de los cuales 104.000 billetes pagados para el banco inferior y 222.000 billetes gratuitos para el banco superior. Las entradas gratuitas se distribuyeron en tres rondas y estuvieron destinadas a familias con bajos ingresos que viven en zonas desfavorecidas, movimientos deportivos, jóvenes, personas que ayudan a organizar los Juegos Olímpicos, incluidos comerciantes y trabajadores de la ciudad. Como se propuso originalmente, no se entregarán entradas gratuitas a los turistas.
El ensayo de la Ceremonia —previsto para el 24 de junio de 2024— fue pospuesto debido a un fuerte caudal del río Sena.

## Equipo clave de la ceremonia
- Director artístico: Thomas Jolly[23]
- Director musical: Victor le Masne[5]

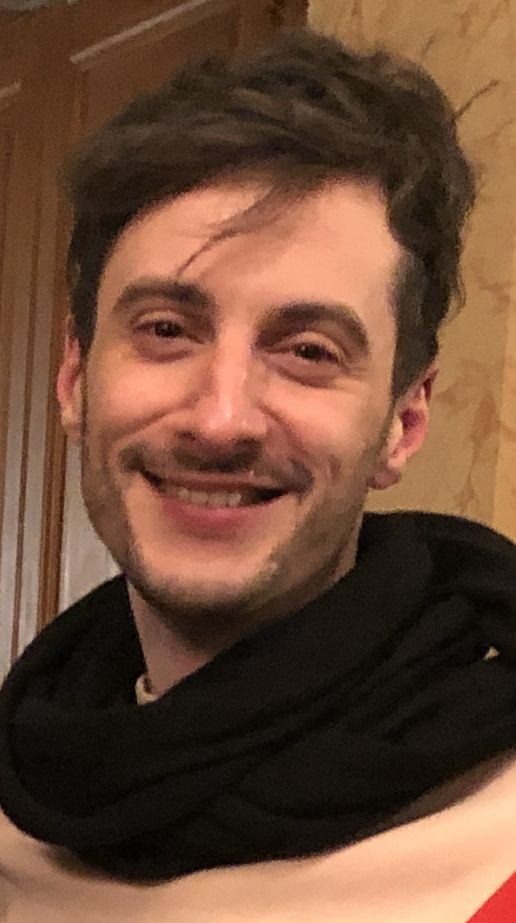
Thomas Jolly, director artístico, ceremonia de apertura de los Juegos

- Directora de Danza: Maud Le Pladec[5]
- Coreógrafa: Maud Le Pladec[5]
- Directora de estilismo y vestuario: Daphné Bürki[24]
- Jefe de vestuario: Olivier Bériot[24]

## Ceremonia y relevo de la antorcha
El Desfile de las Naciones, durante el cual los 10.500 atletas participantes desfilan categorizados por delegación, tuvo lugar en el Sena, mientras que otros actos ceremoniales se celebraron en los Jardines del Trocadéro. Gérald Darmanin, ministro del Interior, estimó que se necesitaron 25.000 agentes de seguridad y que se desplegaron alrededor de 35.000 policías para la ceremonia de apertura.
El relevo de la antorcha olímpica de 80 días para la llama olímpica fue organizado por el presidente de COJOP2024, Tony Estanguet. La antorcha salió de Grecia en barco hacia Marsella, pasó por el Mont-Saint-Michel, el Palacio de Versalles y el Caribe francés, antes de llegar finalmente a la ceremonia de encendido del pebetero olímpico. Se encendió en Olimpia, Grecia, el 16 de abril de 2024, viajando por Grecia durante los siguientes 10 días antes de ser entregado a COJOP2024 el 26 de abril en el Estadio Panatenaico de Atenas. Salió del Pireo a bordo del velero Belem y llegó a Marsella el 8 de mayo de 2024 escoltado por 1.000 barcos.

## Desarrollo
La ceremonia comenzó a las 19:30 CEST. La mayor parte de la ceremonia tuvo lugar bajo la lluvia, la primera ceremonia de apertura de los Juegos Olímpicos de Verano que se celebró bajo la lluvia desde la de Helsinki en 1952.

### Prólogo
El evento comenzó con un video pregrabado (con imágenes de ceremonias de apertura pasadas de los Juegos) del comediante Jamel Debbouze llevando la llama hacia un estadio Stade de France vacío, sin saber que la ceremonia se llevaría a cabo fuera del recinto. Intercalados había clips de presentadores de noticias que informaban que la ceremonia se llevaría a cabo a lo largo del Sena después de que la Llama Olímpica llegara al estadio. Se le acercó el futbolista Zinedine Zidane, quien posteriormente llevó la antorcha por las calles de la ciudad, llamando la atención de un trío de niños, que representaron las tres veces que París ha acogido los Juegos, y luego se dirigió al Metro de París. Antes de que el tren pudiera salir de la estación, se averió, lo que llevó a Zidane a pasar la antorcha a los niños a través de la ventanilla del tren.
Después de atravesar las catacumbas de París y el lago subterráneo debajo del Palacio Garnier evadiendo a ratas y a la cocodrilo hembra Eléonore, un portador de la antorcha encapuchado y enmascarado se acercó a los niños remando un bote. El portador de la antorcha enmascarado representaba a varios héroes franceses enmascarados, como Arsène Lupin y el Fantasma de la Ópera entre otros, así como el espíritu olímpico, y Secuana, la diosa del Sena. La figura también se comparó con las capuchas y la acción de parkour de los personajes de la franquicia Assassin's Creed de la compañía francesa de videojuegos Ubisoft, especialmente con Arno Dorian, quien aparece en la entrega de 2014 Assassin's Creed Unity, ambientada durante la Revolución Francesa.
El trío subió a bordo. Mientras comenzaron su viaje hacia el mundo exterior, la cámara se desplazó hacia el escenario del Trocadéro para revelar a Thomas Bach, presidente del Comité Olímpico Internacional y Emmanuel Macron, presidente de Francia, mientras se pusieron de pie para dar la bienvenida a la multitud. Después de eso, el barco remó a través de un túnel, revelando una luz que brilló para revelar la frase "Ça ira" cuando el barco llegó atravesando el Sena. 
El portador de la antorcha enmascarado apareció luego entre segmentos en escenas pregrabadas, en el Sena y los tejados de París, sirviendo como hilo conductor durante toda la ceremonia.
A las 19:30, la pirotecnia sobre el Puente de Austerlitz (decorado con temática olímpica) con el tricolor de la bandera de Francia y chorros de agua del Sena iniciaron el Desfile de las Naciones, comenzando por la delegación griega y el equipo olímpico de refugiados hasta la delegación de Baréin. Por primera vez en la historia olímpica, los atletas navegaron en varios barcos parisinos, como ferries o yates, y el desfile se integró por primera vez en el programa artístico.

### Enchanté
La primera secuencia, Enchanté (Encanto), incluyó el primer acto musical de la ceremonia en el que Lady Gaga (acompañada de 8 bailarines) interpretó "Mon truc en plumes", canción que hizo famosa la vedette Zizi Jeanmaire, sobre una escalera dorada junto a un piano de cola negro, en la orilla del río, a los pies de la plaza Barye.
El desfile se reanudó con la delegación de Bangladesh hasta la delegación de China, mientras el decorado y el vestuario de los participantes en la ceremonia cambió al rosa (haciendo alusión a la famosa canción de Édith Piaf). Bailarines del Moulin-Rouge interpretaron una coreografía de French cancan, adaptada de "Galop infernal d'Orphée aux enfers" (Galope infernal de Orfeo a los infiernos), de Jacques Offenbach.

### Synchronicité
La segunda secuencia, Synchronicité (Sincronía), comenzó con una danza homenaje de 420 personas a los equipos de reconstrucción de Notre-Dame antes del incendio de 2019 y a los artesanos en general, celebrado en la Île de la Cité. Además de la reconstrucción de Notre-Dame, la secuencia también destacó la fabricación de las medallas olímpicas en sus tres metales en la Monnaie de Paris y los estuches Louis Vuitton que las portan. Aparecieron en este segmento el bailarín estelar de ascendencia senegalesa Guillaume Diop, desde el tejado del ayuntamiento de París; además de los campeones olímpicos Martin Fourcade y Michael Phelps desde un muelle en el río Sena. Cierra esta parte una referencia a Cuasimodo, sujeto a una aguja coronada por un gallo, restaurados del incendio de la catedral.

### Liberté
La tercera secuencia, Liberté (Libertad), comenzaba en la fachada de La Conciergerie con un homenaje a la Revolución Francesa (titulado "Ah! Ça Ira"), haciendo referencia a la ejecución por decapitación de María Antonieta y al musical Los Miserables, mientras "À la volonté du peuple" se interpretó para presentar el segmento. Los artistas incluyeron a la banda de death metal Gojira y la soprano Marina Viotti interpretando la Habanera de la ópera francesa Carmen. Bailarines en la Biblioteca Nacional de Francia actuaron con piezas literarias francesas clásicas y contemporáneas. El cuadro también abordó diversas formas de amor (incluidos temas LGBT y poliamor, a cargo de los comediantes Yuming Hey, Léa Luce Busato y Elan Ben Ali), expresadas por acróbatas de la compañía XY y artistas circenses de la compañía Gratte-Ciel. El equilibrista Nathan Paulin actuó al aire libre.
Las obras literarias que se mostraron en este segmento fueron, en orden de aparición:
"Romance sans paroles" (Romance sin palabras), de Paul-Marie Verlaine, 1874
"On ne badine pas avec l'amour" (No se juega con el amor), de Alfred de Musset, 1861
"Bel-ami" (Buen amigo), de Guy de Maupassant, 1885
"Passion simple" (Pasión simple), de Annie Erneaux, 1992
"Sexe et mensonges" (Sexo y mentiras), de Leïla Slimani, 2017
"Le diable au corps" (Con el diablo en el cuerpo), de Raymond Radiguet, 1923
"Les liaisons dangereuses" (Las relaciones peligrosas), de Pierre Choderlos de Laclos, 1782
"Les amants magnifiques" (Los amantes magníficos), de Molière, 1670
"Le triomphe de l'amour" (El triunfo del amor), de Pierre de Marivaux, 1732

### Égalité
Para abrir el segmento Égalité (Igualdad), la banda de música de la Guardia Republicana tocó "For me formidable" de Charles Aznavour en la pasarela del Puente de las Artes. La cantante franco-maliense Aya Nakamura interpretó "Pookie", un arreglo de "For me formidable" y su éxito "Djadja", frente al Institut de France acompañado por el Coro del Ejército Francés y músicos de la Guardia Republicana.

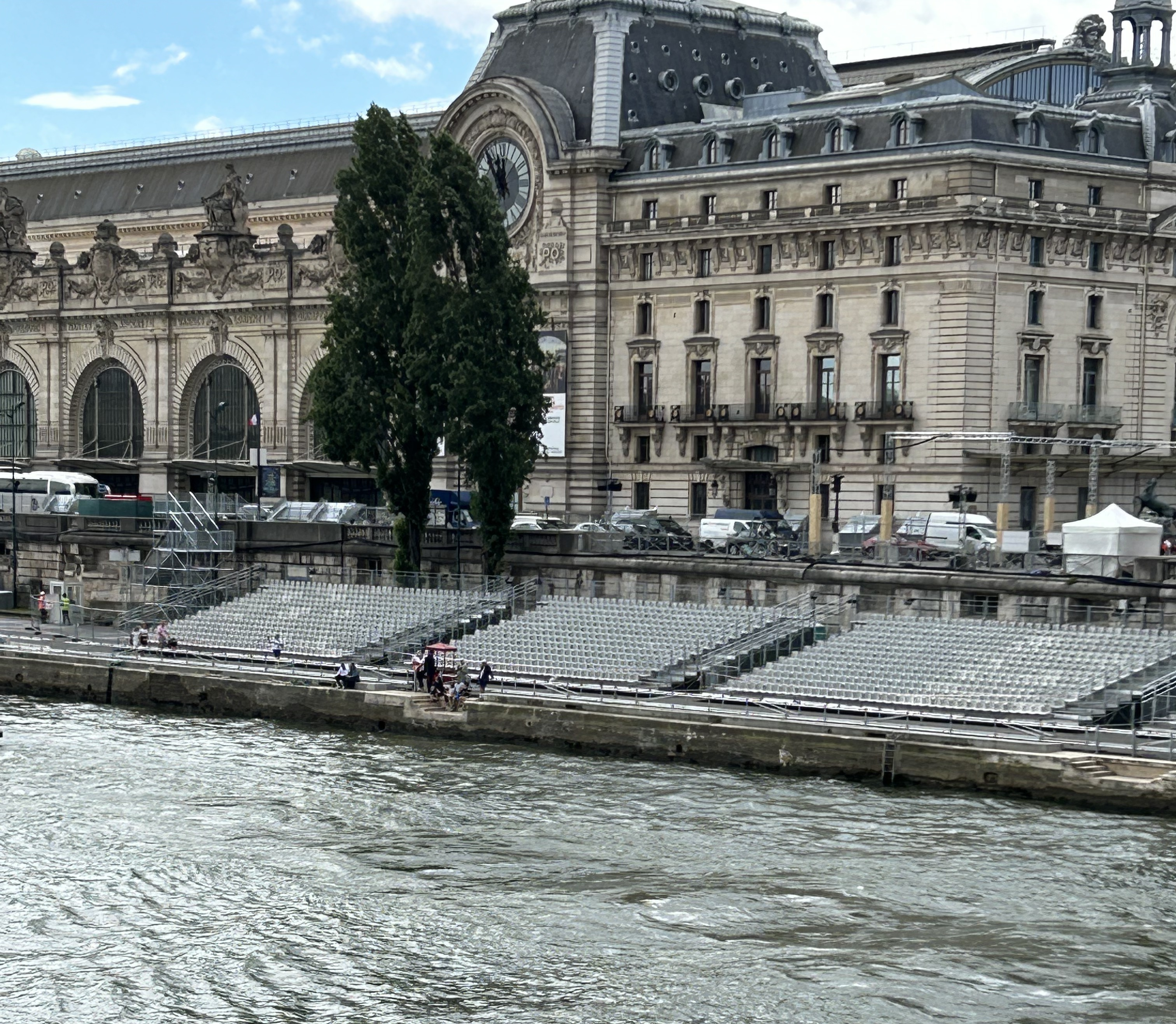
Gradas frente al Museo de Orsay

### Fraternité
La quinta secuencia, Fraternité (fraternidad), comenzó con "Danza macabra" de Camille Saint-Saëns y hacía referencia al robo de la Mona Lisa del Louvre en 1911 cometido por Vincenzo Peruggia. El desfile se reanudó entre las delegaciones de Chipre y Gabón, mientras el pianista Alexandre Kantorow interpretaba "Jeux d'eau" de Maurice Ravel. El desfile de barcos continuó entre las delegaciones de Gambia y Jamaica.
La ceremonia se trasladó al Museo de Orsay y rindió homenaje a la ciencia de la imagen, en particular a los cineastas franceses, los hermanos Lumière y Georges Méliès, junto con obras de la literatura infantil francesa como El Principito. Después de eso, apareció la Estación Espacial Internacional, revelando un periscopio amarillo que mostró una secuencia animada de un submarino que presentó a los Minions de Illumination realizando varios eventos deportivos en un submarino con la Mona Lisa emergiendo del Sena después de que el submarino implosionara. 
La mezzosoprano de ascendencia guadalupeña Axelle Saint-Cirel, que representó la personificación nacional de la Marianne, cantó el himno nacional francés usando un vestido Dior con la bandera francesa en lo alto del Grand Palais.

### Sororité
La sexta secuencia, Sororité (sororidad), destacó a 10 mujeres francesas notables con estatuas doradas frente a la Asamblea Nacional, a lo largo del Sena: Olympe de Gouges, Alice Milliat, Gisèle Halimi, Paulette Nardal, Jeanne Baret, Christine de Pizan, Louise Michel, Alice Guy, Simone Veil y Simone de Beauvoir, cuya estatua no se levantó durante la ceremonia debido a una falla mecánica. A continuación, Saint-Cirel cantó la sexta estrofa del himno nacional francés, acompañada por un coro.

### Sportivité
La séptima secuencia, Sportivité (deportividad), reanudó el desfile de barcos con los japoneses hasta la delegación noruega. El contratenor polaco Jakub Józef Orliński interpretó una pieza barroca, seguido por el rapero Rim'K cantando "King".

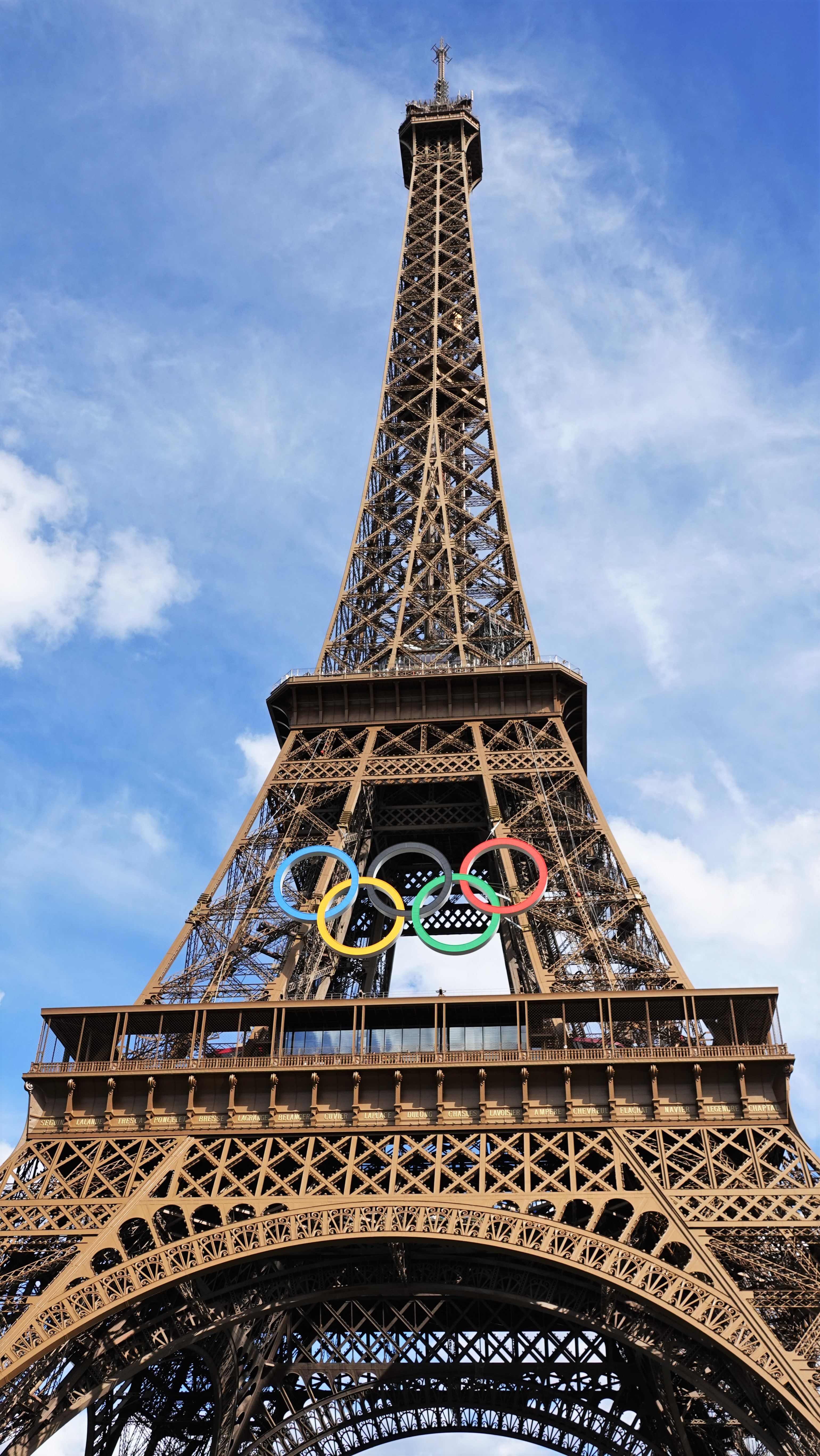
Los anillos olímpicos en la Torre Eiffel

### Festivité
La octava secuencia, Festivité (festividad), comenzó con un homenaje a la moda francesa en la alfombra roja de Pasarela Debilly. El desfile continuó hasta su final desde la delegación neozelandesa hasta las delegaciones australiana y estadounidense, ya que tanto Brisbane (Australia) como Los Ángeles (Estados Unidos) son los próximos anfitriones de los Juegos Olímpicos en 2032 y 2028, respectivamente. El portador de la antorcha enmascarado cruzó el puente peatonal, mientras un vídeo en directo mostraba a los participantes de las pruebas de surf en Tahití, dando paso a la delegación anfitriona y culminando así con el desfile en barcos. 
Un tributo a la Unión Europea fue presentado por "The Final Countdown" y un espectáculo de drones alrededor de la Torre Eiffel formando las 12 estrellas de la bandera de la UE. Además, se presentó una barcaza con pista de baile LED, con temas de Eurodance como "Freed from Desire", "Be My Lover", "Stereo Love", y "Sandstorm". Philippe Katerine, casi desnudo y pintado como un Dioniso azul (el dios griego del vino, en homenaje a la industria vitivinícola francesa y a los antiguos Juegos Olímpicos griegos), interpretó "Nu", tumbado en el centro de una larga mesa con los participantes de la pasarela posando de una manera que recuerda a una fiesta de bacanal.
La banda sonora de las primeras ocho secuencias incluía clásicos reorganizados de la canción francesa y la cultura pop mezclados por la DJ Barbara Butch. Entre las canciones en cuestión estuvieron: Laissez-moi danser de Dalida, el can-can, Gymnopédie n.º 1 de Erik Satie, Lady de Modjo, Love Don't Let Me Go de David Guetta, Music Sounds Better with You de Stardust, D.A.N.C.E. de Justice, Désenchantée de Mylène Farmer y Midnight City de M83.
La parte del DJ del segmento se interpretó como una referencia al cuadro de Leonardo da Vinci La última cena, al cuadro de Jan van Bijlert Le Festin des Dieux y a la relación entre Dioniso y su hija Secuana, la diosa del Sena.

### Obscurité
La novena secuencia, Obscurité (oscuridad), continuó desde Festivité, con la música volviéndose más oscura y los bailarines a bordo de la barcaza volviéndose más frenéticos. Mientras su piso LED mostraba un montaje de varios desastres climáticos, los bailarines se desplomaron lentamente, uno por uno. Mientras el Sena se oscurecía, Juliette Armanet apareció en una balsa cantando "Imagine" como parte de un llamado a la paz, acompañada por Sofiane Pamart en un piano en llamas.

### Solidarité
La décima secuencia, Solidarité (solidaridad), mostraba a un jinete enmascarado que representaba a la heroína francesa Juana de Arco (interpretada por Floriane Issert, miembro de la Gendarmería) llevando una bandera olímpica como capa junto con una armadura plateada y negra, montando un caballo mecánico metálico a lo largo del Sena para difundir el espíritu de los Juegos. Este segmento hizo referencia a Pierre de Coubertin y la historia de los Juegos Olímpicos, con numerosas imágenes de archivo y momentos destacados de Juegos pasados. Los voluntarios que portaban las banderas de los países participantes se reunieron bajo la Torre Eiffel. La jinete apareció sobre un caballo blanco, llevando otra bandera olímpica doblada a un mástil en el Trocadéro, rodeada de atletas. El Himno Olímpico fue interpretado por el Coro de Radio Francia con la Escuela Coral de Radio France y la Orquesta Nacional de Francia mientras miembros de las Fuerzas Armadas francesas izaban la bandera, que accidentalmente fue colocada al revés.

### Solennité
Durante la undécima secuencia, Solennité (solemnidad), se entregó el Laurel olímpico, recibido por el diplomático italiano Filippo Grandi en su calidad de Alto Comisionado de las Naciones Unidas para los Refugiados. Tony Estanguet, jefe del comité organizador, y el presidente del COI, Thomas Bach, dieron la bienvenida a los participantes y espectadores. El presidente Emmanuel Macron declaró entonces abiertos los Juegos y afirmó:

Proclamo abiertos los Juegos de París, celebrando la XXXIII Olimpiada de los tiempos modernos.

El Juramento Olímpico lo prestaron los abanderados franceses Mélina Robert-Michon y Florent Manaudou, el entrenador Christophe Massina y un árbitro de lucha libre. Zinedine Zidane tomó la llama olímpica del portador enmascarado y se la entregó al tenista español Rafael Nadal (comenzando el tramo final), quien llevó la llama por el Sena en barco junto con los campeones olímpicos Carl Lewis, Serena Williams y Nadia Comăneci. mientras que en el escenario de Trocadéro, Shaheem Sánchez, un bailarín sordo, interpretó "Supernature" de Cerrone en lengua de señas francesa, con el telón de fondo de un elaborado espectáculo de luces en la Torre Eiffel, centrándose en los anillos olímpicos. El barco atracó cerca del Louvre, donde la campeona de tenis Amélie Mauresmo continuó el relevo con el jugador de baloncesto Tony Parker. A ellos se unieron los campeones paralímpicos Nantenin Keïta, Alexis Hanquinquant y Marie-Amélie Le Fur.

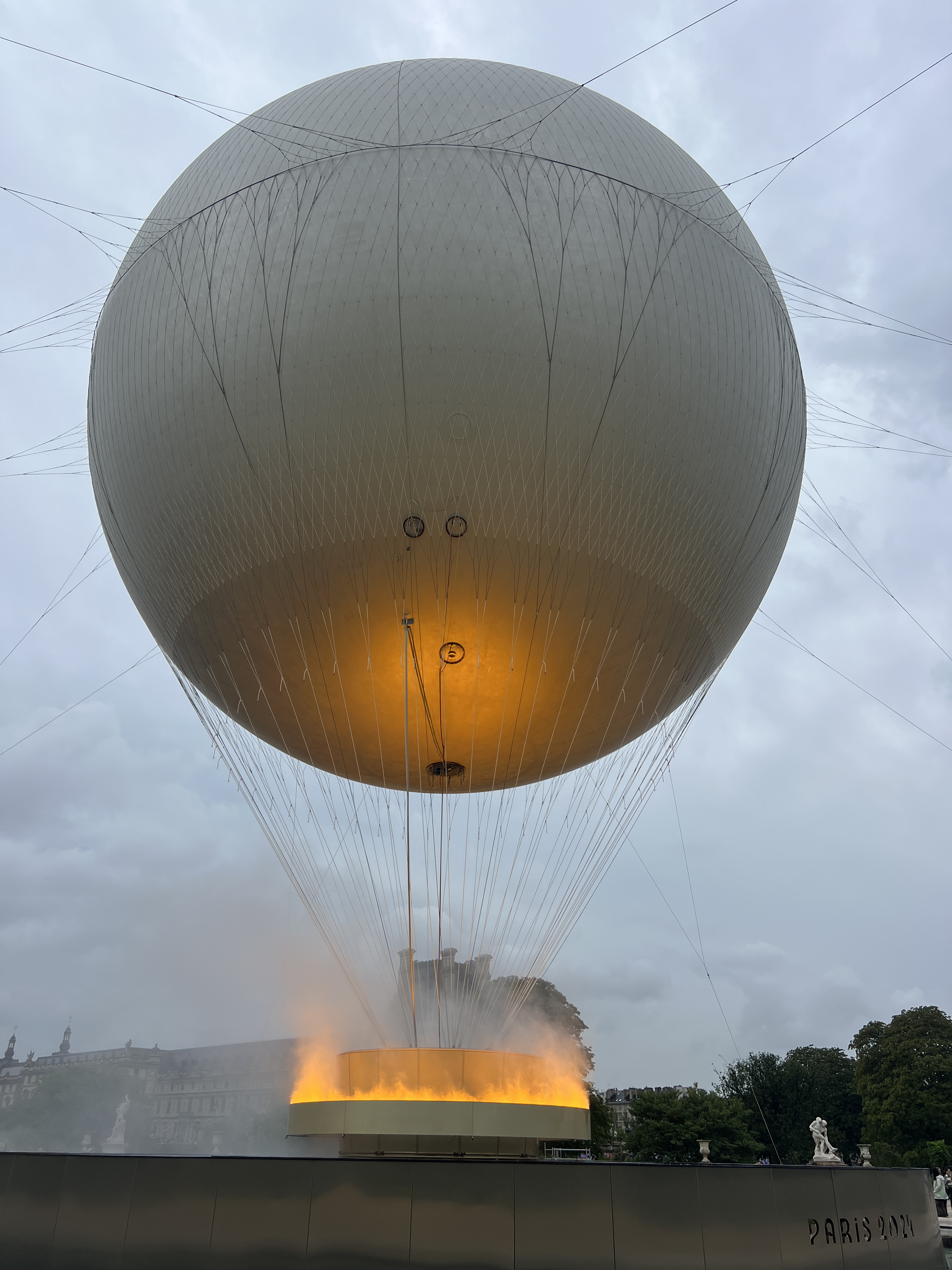
El pebetero de los juegos

### Éternité
En la duodécima y última secuencia, Éternité (eternidad), la llama pasó a través del Jardín de las Tullerías, donde se ubicaría, después de entrar en el Carrusel del Louvre. Varios campeones olímpicos franceses llevaron la antorcha: Jean-François Lamour, Félicia Ballanger, Florian Rousseau, Émilie Le Pennec, David Douillet, Clarisse Agbegnenou, Alain Bernard, Laure Manaudou, Renaud Lavillenie, Laura Flessel y Charles Coste, el campeón olímpico francés vivo más viejo, de 100 años de edad. El tramo final culminó con los guadalupeños Marie-José Pérec y Teddy Riner encendiendo el pebetero olímpico, un anillo de 40 LED computarizados y 200 dispensadores de aerosol de agua a alta presión que estaba coronado por una esfera de helio de 30 metros de altura que se asemejaba a un globo aerostático, elevándose en el aire, que recuerda a los experimentos de los hermanos Montgolfier que condujeron al primer vuelo en globo aerostático en 1783. El pebetero está sujeto a un conducto similar a un alambre anclado en el medio del Grand Bassin Rond para evitar que salga volando, además de alimentar el pebetero con agua y electricidad, y se pone al nivel del suelo durante el día. Es el primer pebetero olímpico que se enciende sin el uso directo de combustibles fósiles.
Céline Dion, acompañada por un pianista, concluyó la ceremonia cantando "Hymne à l'amour" de Édith Piaf desde la Torre Eiffel, concluyendo la ceremonia a las 23:29 CEST.

## Recepción
La ceremonia recibió críticas mixtas, y la mayoría de las críticas se dirigieron a su duración y formato, condiciones climáticas, problemas técnicos y otros aspectos de la producción en sí, pero con elogios por sus actuaciones musicales, temas de inclusión y sus actos finales (incluidos el encendido del pebetero y la actuación de clausura de Céline Dion). En fin, fue una ceremonia destacable, con algunas presentaciones polémicas, pero aun así laudable.

## Controversias

### Acusación de blasfemia

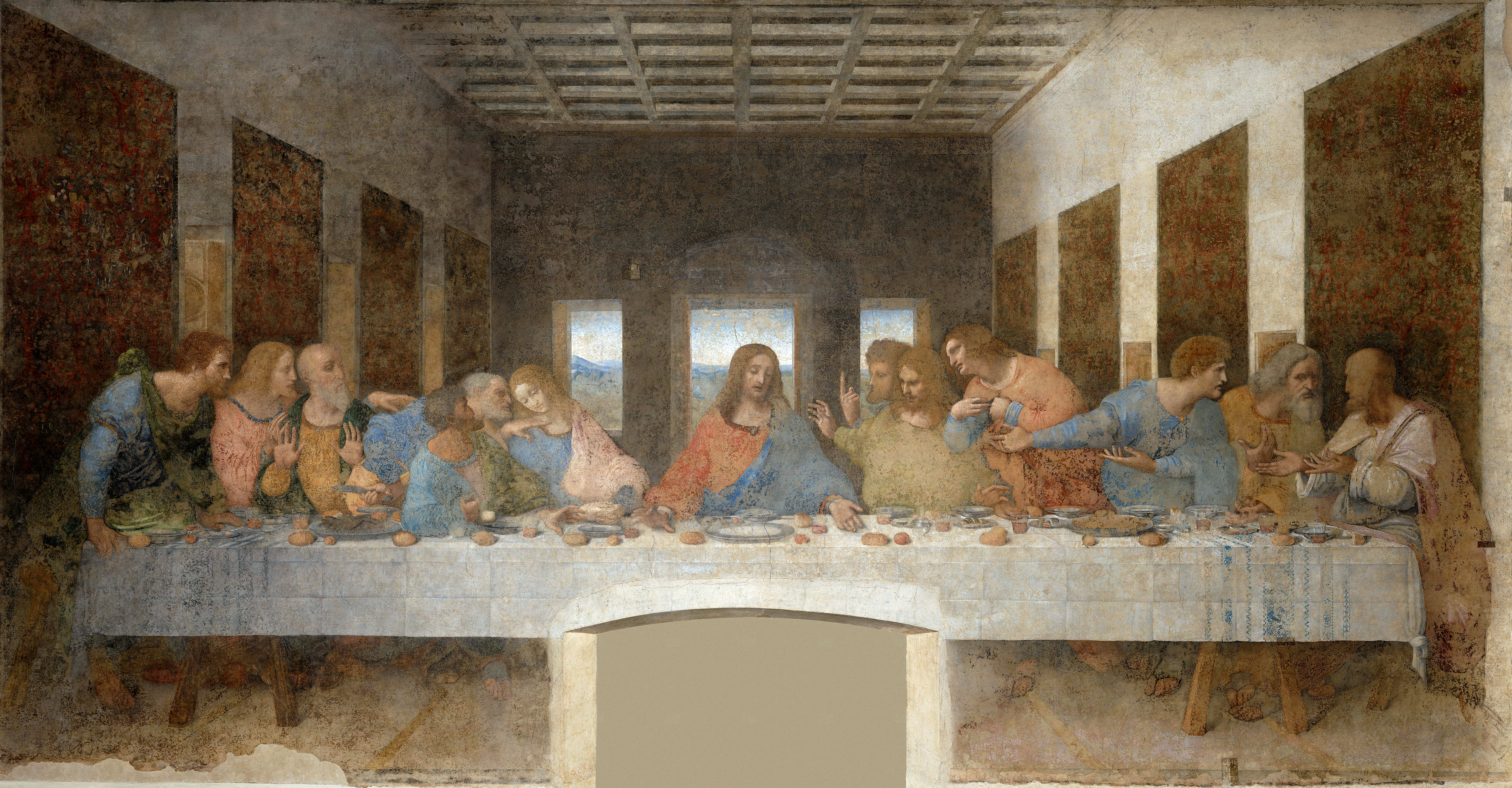
El fresco de Leonardo da Vinci La última cena, presunta fuente de inspiración de la escena.

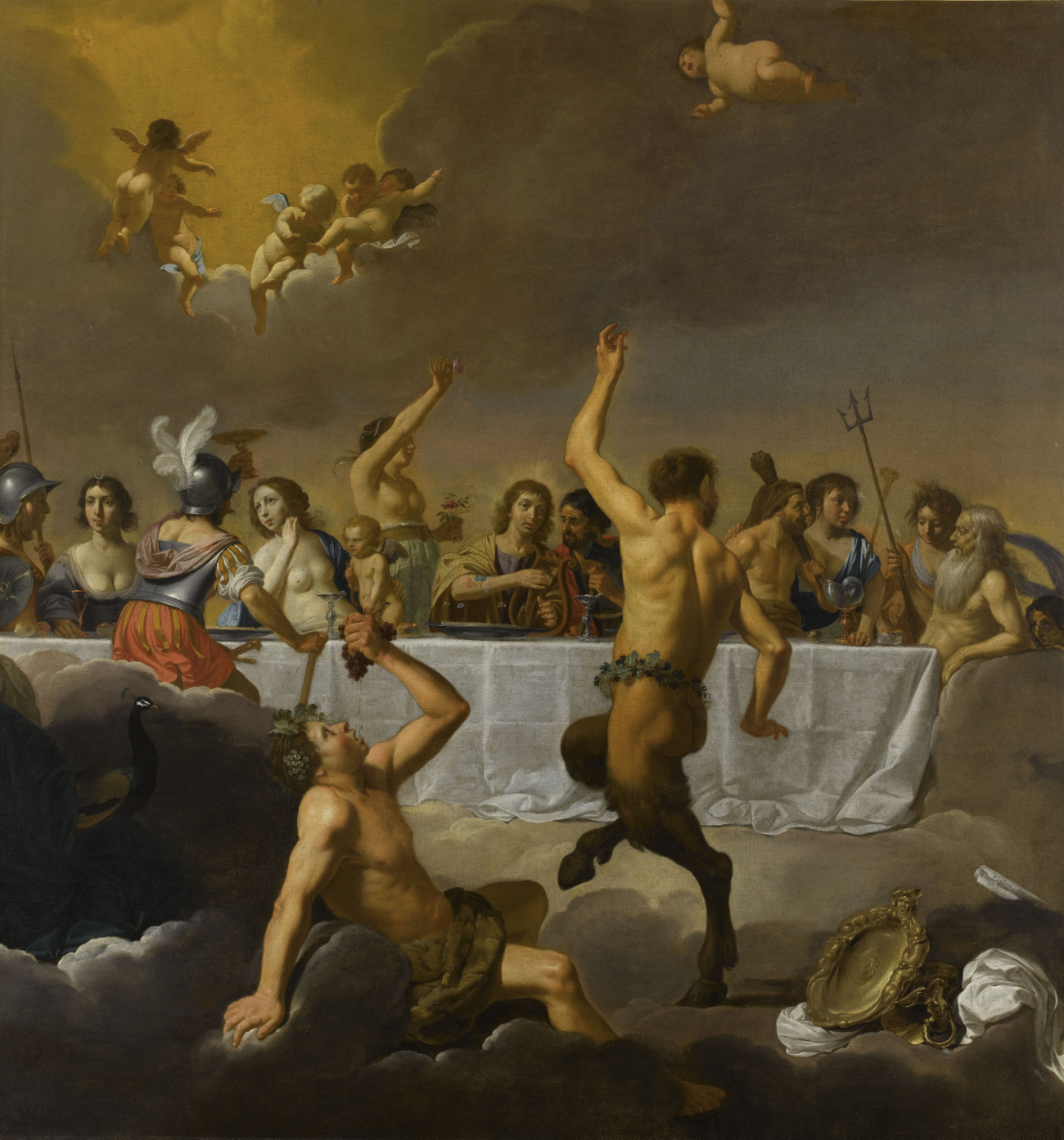
Pintura de Jan van Bijlert, La fiesta de los dioses, de Jan van Bijlert fuente de inspiración de la escena.

El segmento "Festivité" contenía una escena de drag queens y otros artistas dispuestos en fila a lo largo de una pasarela. Thomas Jolly y la cuenta de X de los Juegos Olímpicos afirmaron que se trataba de "una fiesta pagana vinculada a los dioses del Olimpo" y una "interpretación del dios griego Dioniso", mientras que un comunicado del comité organizador decía que estaba inspirado en el cuadro de Leonardo da Vinci "La Última Cena", que representa a Jesús y los Doce Apóstoles.
El segmento fue criticado por grupos cristianos y musulmanes, así como por figuras políticas conservadoras y de derecha, quienes lo consideraron como ofensivo.
En respuesta a las críticas, los productores de la ceremonia afirmaron que "Thomas Jolly se inspiró en el famoso cuadro de Leonardo da Vinci para crear el escenario", y citaron que el cuadro ya había sido un blanco frecuente de parodia en la cultura popular. Sin embargo, al día siguiente Jolly negó haberse inspirado en La Última Cena en BFM TV.

### Ataques racistas contra Aya Nakamura
Se ha denunciado la presencia de la cantante Aya Nakamura en la ceremonia. Nakamura se había enfrentado a abusos raciales en el período previo al evento, como el grupo de extrema derecha Les Natifs que exhibió una pancarta "De ninguna manera Aya. Esto es París, no el mercado de Bamako" debido a sus raíces malienses.

### Presentación errónea de Corea del Sur
Durante el desfile de naciones, los locutores franceses e ingleses se dirigieron incorrectamente a la delegación de Corea del Sur como République populaire démocratique de Corée y Democratic People's Republic of Korea (República Popular Democrática de Corea, nombre oficial de Corea del Norte) en lugar de République de Corée y Republic of Korea. El Comité Olímpico Internacional publicó una disculpa en su sitio web oficial.
El COI organizó una reunión con el presidente Bach sobre este incidente y pidió al comité organizador de París que se asegurara de que esto no volviera a ocurrir.